# Eurovisiesongfestival 1994
Het Eurovisiesongfestival 1994 was het negenendertigste Eurovisiesongfestival en vond plaats op 30 april 1994 in Dublin, Ierland.
Het programma werd gepresenteerd door Cynthia ní Mhurchú en Gerry Ryan.
Van de 25 deelnemende landen won Ierland met het nummer Rock 'n' roll kids, uitgevoerd door Paul Harrington en Charlie McGettigan.
Dit lied kreeg 226 punten, 15,6% van het totale aantal punten.
Met 166 punten werd Polen tweede, gevolgd door Duitsland op de derde plaats met 128 punten.
De wedstrijd dit jaar was een bijzondere om twee redenen. Er waren heel wat debuterende Oost-Europese landen daar de Oost-Europese preselectie afgeschaft werd. Een andere vernieuwing waren de satellietverbindingen met de vertegenwoordigers van elke nationale jury voor de puntentelling in plaats van telefoonverbindingen. Door de deelname van de nieuwe landen werden sommige landen gedwongen een pauze te nemen dit jaar. De landen die in 1993 het laagst eindigden moesten een jaar overslaan, waaronder ook België.
Tijdens de repetities ontstond enige commotie toen de Poolse Edyta haar nummer gedeeltelijk in het Engels zong, wat tegen de regels was. De repetities worden namelijk wel door de jury's gevolgd, zodat zij al kunnen wennen aan de liedjes. Ondanks protesten mocht Polen toch blijven meedoen, op voorwaarde dat Edyta het nummer tijdens de live-uitzending in het Pools zou zingen.
De landen die vooraf als favorieten werden aangewezen, deden het wisselvallig: Finland met het moderne Bye Bye Baby kon het nummer niet goed op het podium brengen door de orkestuitvoering, maar ook de kledingkeuze zal de dames van CatCat niet echt hebben geholpen. Zij eindigden op de 22e plaats. Duitsland ging het daarentegen beter af: een derde plaats. De Duitsers hadden opnieuw een nummer van de combinatie Siegel/Meinunger en dit keer had Ralph Siegel een heel slim nummer bedacht: in het up-tempo nummer 'Wir geben 'ne Party' had hij bepaalde Duitse woorden gekozen die heel sterk op hun Engelse vertaling leken, zodat bijna iedereen ongeveer wel zou begrijpen waar het over ging.

## Interludium
Dit jaar wordt voornamelijk herinnerd door de interval act: Riverdance. Het stuk met koorzang, solodans en groepsdans met heel wat Ierse etnische invloeden en tapdans, bekoorde het publiek nog het meest. Het nummer werd onderdeel van een gelijknamige sensationele Ierse dansshow, geschreven door Bill Whelan en veroverde de wereld dankzij hun optreden tijdens dit songfestival.

## Puntentelling

### Stemstructuur
Net als vorig jaar werden in de nationale jury punten toegekend aan elk liedje. Het liedje met het meest aantal stemmen, kreeg twaalf punten. De tweede keus kreeg tien punten en de derde plaats tot en met tiende plaats kregen acht tot en met één punten. Stemmen op het eigen land is niet toegestaan.

### Score bijhouden
Er was geen fysiek scorebord aanwezig in de zaal, maar er werd gebruikgemaakt van een videoprojectie. De indeling was vrijwel gelijk aan die van vorig jaar. De landen stonden in het Engels op het overzicht. Voor de naam was de vlag te zien. Achter elk land stond het totaal aantal punten. De gegeven punten werden gelijk bij het totaal van het land opgeteld. Daarbij werd het vakje met de totaalstand wit gekleurd. De presentatoren stonden op het podium.
Het land dat de punten aan het doorgeven was, was herkenbaar door dat de naam linksboven het scoreoverzicht verscheen, vergezeld van een satelliet. De reeds opgeroepen landen werden lichter van kleur. Het leidende land werd af en toe na een stemming duidelijk doordat de balk van dat landnaam van dat land geel oplichtte. Af en toe verschenen ook de vijf hoogstscorende landen apart in beeld, vergezeld van een fragment van het lied dat op dat moment nummer 1 stond.

### Stemmen
Voor het eerst in de geschiedenis van het festival werd er gebruikgemaakt van live-verbindingen met de stemmende landen. Niet zonder trots kondigde het presentatieduo aan dat we de juryvoorzitters nu ook konden zien. Het oproepen van de landen ging op volgorde van deelname.
Het geven van de punten gebeurde in volgorde van laag naar hoog.
De vertegenwoordiger van het land noemde het land en het aantal punten in het Engels of Frans.
Een van de presentatoren herhaalde dit in de taal waarin de punten gegeven werden om daarna beide gegevens in de andere taal te herhalen.

### Beslissing
Na de eerste drie stemrondes leek het erop dat Boedapest weleens de stad zou zijn voor de editie 1995: drie keer kreeg Fredrika de twaalf punten. Zij zou echter snel ingehaald worden door Ierland en Polen en kwam later zeer goed terug, maar zou het niet redden om met het debuut meteen ook te winnen. Onverwacht sloeg de Ierse inzending enorm aan bij de jury's en met een recordscore won Ierland onverwachts toch voor de derde keer op rij. Het was voor het eerst dat een land het festival drie keer achter elkaar won. Rusland gaf als twee na laatste de punten door en zette de overwinning voor Ierland vast: met twaalf punten bereikte Ierland 210 punten. Dat was niet meer in te halen door Polen, dat op 154 punten stond.
Polen maakte met een tweede plaats een geslaagd debuut. Ook Hongarije en Rusland deden het als nieuwkomers heel goed met respectievelijk een vierde en negende plaats. Enkel Rusland zou er in de komende vijftien jaar in slagen om dat resultaat te verbeteren. De andere nieuwkomers, Slowakije, Roemenië, Litouwen en verrassend ook Estland, deden het ronduit slecht en zouden het jaar erop moeten overslaan, net als Nederland. Litouwen haalde geen enkel punt en zou jaren wegblijven van het festival tot 1999.

### Resultaat
| Plaats | Land                  | Artiest                                     | Titel                       | Punten |
| ------ | --------------------- | ------------------------------------------- | --------------------------- | ------ |
| 1      | Ierland               | Paul Harrington & Charlie McGettigan        | Rock 'n' roll kids          | 226    |
| 2      | Polen                 | Edyta Górniak                               | To nie ja!                  | 166    |
| 3      | Duitsland             | Mekado                                      | Wir geben 'ne Party         | 128    |
| 4      | Hongarije             | Friderika Bayer                             | Kinek mondjam el vétkeimet? | 122    |
| 5      | Malta                 | Chris & Moira                               | More than love              | 97     |
| 6      | Noorwegen             | Elisabeth Andreassen & Jan Werner Danielsen | Duett                       | 76     |
| 7      | Frankrijk             | Nina Morato                                 | Je suis un vrai garçon      | 74     |
| 8      | Portugal              | Sara Tavares                                | Chamar a música             | 73     |
| 9      | Rusland               | Joeddiph                                    | Vetsjni stranik             | 70     |
| 10     | Verenigd Koninkrijk   | Frances Ruffelle                            | Lonely symphony             | 63     |
| 11     | Cyprus                | Evridiki                                    | Ime anthropos ki ego        | 51     |
| 12     | IJsland               | Sigga                                       | Nætur                       | 49     |
| 13     | Zweden                | Marie Bergman & Roger Pontare               | Stjärnorna                  | 48     |
| 14     | Griekenland           | Kostas Bigalis & The Sea Lovers             | To trehandiri               | 44     |
| 15     | Bosnië en Herzegovina | Alma & Dejan                                | Ostani kraj mene            | 39     |
| 16     | Kroatië               | Tony Cetinski                               | Nek' ti bude ljubav sva     | 27     |
| 17     | Oostenrijk            | Petra Frey                                  | Für den Frieden der Welt    | 19     |
| 18     | Spanje                | Alejandro Abad                              | Ella no es ella             | 17     |
| 19     | Zwitserland           | Duilio                                      | Sto pregando                | 15     |
| 19     | Slowakije             | Martin Ďurinda & Tublatanka                 | Nekonečná pieseň            | 15     |
| 21     | Roemenië              | Dan Bittman                                 | Dincolo de nori             | 14     |
| 22     | Finland               | CatCat                                      | Bye bye baby                | 11     |
| 23     | Nederland             | Willeke Alberti                             | Waar is de zon              | 4      |
| 24     | Estland               | Silvi Vrait                                 | Nagu merelaine              | 2      |
| 25     | Litouwen              | Ovidijus Vyšniauskas                        | Lopšinė mylimai             | 0      |

## Deelnemers

### België en Nederland
- Nederland werd vertegenwoordigd door Willeke Alberti, mede doordat Paul de Leeuw haar had gevraagd. Haar lied Waar is de zon sloeg niet aan in Europa en daardoor moest Nederland in 1995 thuisblijven.
- België deed dit jaar niet mee door het slechte resultaat van het voorgaande jaar.

### Terugkerende artiesten
| Land      | Artiest                                               | Plaats | Eerdere deelname                      | Plaats toen |
| --------- | ----------------------------------------------------- | ------ | ------------------------------------- | ----------- |
| Cyprus    | Evridiki                                              | 11     | Cyprus 1992                           | 11          |
| IJsland   | Sigga                                                 | 12     | IJsland 1990 (deel van Stjórnin)      | 4           |
| IJsland   | Sigga                                                 | 12     | IJsland 1992 (deel van Heart 2 Heart) | 7           |
| Noorwegen | Elisabeth Andreassen (samen met Jan Werner Danielsen) | 6      | Zweden 1982 (deel van Chips)          | 8           |
| Noorwegen | Elisabeth Andreassen (samen met Jan Werner Danielsen) | 6      | Noorwegen 1985 (deel van Bobbysocks)  | 1           |
| Zweden    | Marie Bergman (samen met Roger Pontare)               | 13     | Zweden 1971 (deel van Family Four)    | 6           |
| Zweden    | Marie Bergman (samen met Roger Pontare)               | 13     | Zweden 1972 (deel van Family Four)    | 13          |

De Maltese deelnemers begeleidden vorig jaar William Mangion.

### Nationale keuzes
De nummers twee, drie en vier uit de Maltese selectie waren bekende namen met Ray Caruana (van Live Report, UK'89), Georgina (Eurovisiesongfestival 1991) en Renato (ESF '75). In Noorwegen was Jahn Teigen voor de twaalfde keer op het appel, drie keer had hij al gewonnen. In Oostenrijk was Marc Berry van de groep Blue Danube (ESF '80) laatste, Simone (ESF '90) werd vierde. De Hongaarse kandidaat Andrea Szulák die vorig jaar niet door de Oost-Europese voorselectie kwam werd nu derde in de preselectie.

### Debuterende landen
In navolging van 1993 komen er weer een groep nieuwe landen bij het festival bij. Dit keer zijn het er niet drie, maar maar liefst zeven:
- Estland Na een mislukte poging in 1993 in de Oost-Europese voorselectie, was Estland erbij, maar het werd voorlaatste. (Zie ook Estland op het Eurovisiesongfestival.)
- Litouwen Litouwen werd laatste met nul punten. (Zie ook Litouwen op het Eurovisiesongfestival.)
- Hongarije Het land raakt in 1993 niet door de voorselectie, maar nu was het wel raak met een vierde plaats. (Zie ook Hongarije op het Eurovisiesongfestival.)
- Polen Bij hun eerste deelname meteen tweede. Enkel Servië en Montenegro zou hen dit nog nadoen. (Zie ook Polen op het Eurovisiesongfestival.)
- Roemenië Ook zij raakten in 1993 niet door de voorselectie, maar ook dit jaar werd een flop. (Zie ook Roemenië op het Eurovisiesongfestival.)
- Rusland Een sterke negende plaats bij hun debuut. (Zie ook Rusland op het Eurovisiesongfestival.)
- Slowakije Ook Slowakije raakte niet door de preselectie in 1993, maar een negentiende plaats was ook niet meteen om over naar huis te schrijven. (Zie ook Slowakije op het Eurovisiesongfestival.)

### Verplicht terugtrekkende landen
- België (zie ook België op het Eurovisiesongfestival)
- Israël (zie ook Israël op het Eurovisiesongfestival)
- Denemarken (zie ook Denemarken op het Eurovisiesongfestival)
- Slovenië (zie ook Slovenië op het Eurovisiesongfestival)
- Turkije (zie ook Turkije op het Eurovisiesongfestival)

### Terugtrekkende landen
- Luxemburg trekt zich als deelnemer van het eerste uur terug uit het festival. Het land was sowieso verplicht een jaar over te slaan door de lage score in 1993, maar besloot niet meer terug te keren. Het kon niet meer voldoen aan de financiële verplichtingen van het festival. Luxemburg zou het steeds groter wordende festival niet meer in het kleine groothertogdom kunnen houden. Het zou uiteindelijk 31 jaar duren voordat Luxemburg terugkeert op het Eurovisiesongfestival. (Zie ook Luxemburg op het Eurovisiesongfestival.)
- Italië vond het songfestival niet meer zo belangrijk en concentreerde zich vooral op het San Remo Festival. (Zie ook Italië op het Eurovisiesongfestival.)

### Kaart

Deelnemende landen
Landen die al meegedaan hebben, maar niet meedoen